# 阿曼里亞爾
里亞爾（阿拉伯語: ريال；貨幣編號：OMR）是阿曼的流通貨幣。輔幣單位貝沙。1里亞爾=1000貝沙。

## 流通中的貨幣

### 硬幣
- 5 貝沙
- 10 貝沙
- 25 貝沙
- 50 貝沙

### 紙幣
- 100 貝沙

阿曼現在流通的八款紙幣系列。

  - 正面：苏丹卡布斯·本·赛义德·阿勒赛义德、灌溉系統
  - 背面：非洲猛禽、彎角劍羚
- 200 貝沙
  - 正面：
  - 背面：
- ½ 里亞爾
  - 正面：苏丹卡布斯·本·赛义德·阿勒赛义德、巴赫拉堡
  - 背面：阿爾·海濟堡、奈赫勒堡
- 1 里亞爾
  - 正面：苏丹卡布斯·本·赛义德·阿勒赛义德、蘇丹卡布斯體育中心
  - 背面：阿曼匕首、銀手鐲、帆船
- 5 里亞爾
  - 正面：苏丹卡布斯·本·赛义德·阿勒赛义德、蘇丹卡布斯大學
  - 背面：尼兹瓦
- 10 里亞爾
  - 正面：苏丹卡布斯·本·赛义德·阿勒赛义德、阿爾·納特塔
  - 背面：馬特拉堡
- 20 里亞爾
  - 正面：
  - 背面：
- 50 里亞爾
  - 正面：
  - 背面：

## 外部連結
- 唐的世界硬币画廊：Oman
- 罗恩·怀斯的世界纸币：Oman 镜像网站
- 现代金融系统表格－库尔特·舒勒制作：Asia 镜像网站
- 环球货币历史：Oman
- 《环球金融资料》货币历史表格（ 微软试算表格式）